# Zygmunt Krauze (oficer)
Zygmunt Krauze (ur. 27 maja 1896 w Łodzi, zm. 23 lipca 1920 pod Poczajowem) – podporucznik piechoty Wojska Polskiego, kawaler Orderu Virtuti Militari.

## Życiorys
Urodził się 27 maja 1896 w Łodzi, w rodzinie Stanisława i Olimpii z domu Busse. W 1915 został członkiem Polskiej Organizacji Wojskowej. 1 września 1917, jako uczeń klasy ósmej gimnazjum w Łodzi wstąpił do Polskiej Siły Zbrojnej. Od 1 października 1917 do 18 lipca 1918 był uczniem klasy „C” Szkoły Podchorążych w Ostrowi Łomżyńskiej. 16 stycznia 1919 został mianowany podporucznikiem w piechocie.
Na froncie polsko-bolszewickim walczył w III batalionie 105 pułku piechoty. W potyczce pod Romanowem koło Miropola, na czele 9 kompanii pokonał trzykrotnie liczniejszy oddział kawalerii nieprzyjaciela. Zginął pod Poczajowem w bitwie o Hrady. Za bohaterstwo w walce odznaczony został pośmiertnie Krzyżem Srebrnym Orderu Virtuti Militari.

## Ordery i odznaczenia
- Krzyż Srebrny Orderu Virtuti Militari nr 4779[13][14]